# Typtonoides
Typtonoides is een geslacht van kreeftachtigen uit de klasse van de Malacostraca (hogere kreeftachtigen).

## Soort
- Typtonoides nieli Bruce, 2010